# Chocolatier

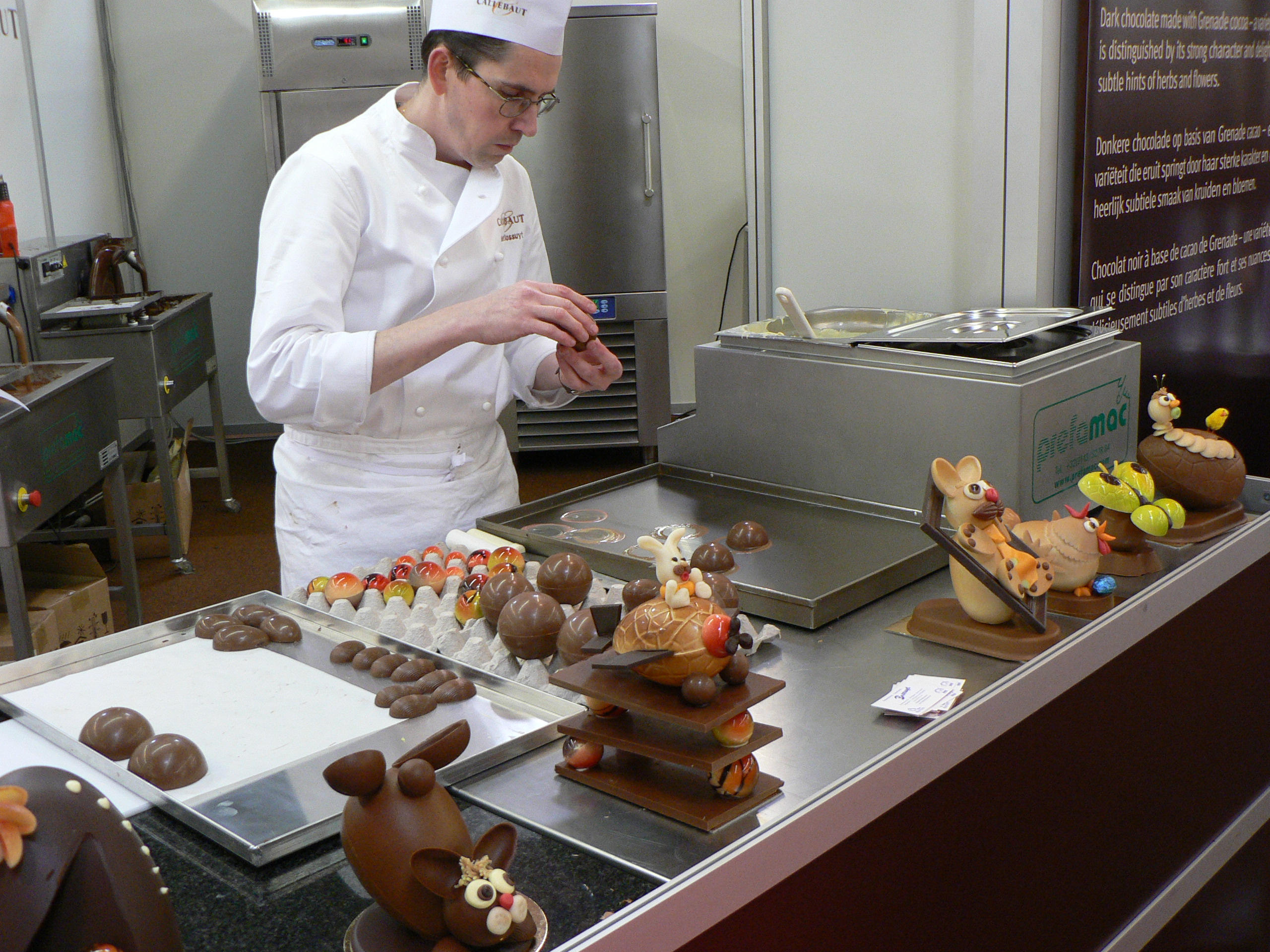
Een chocolatier bezig met chocolade-eieren.

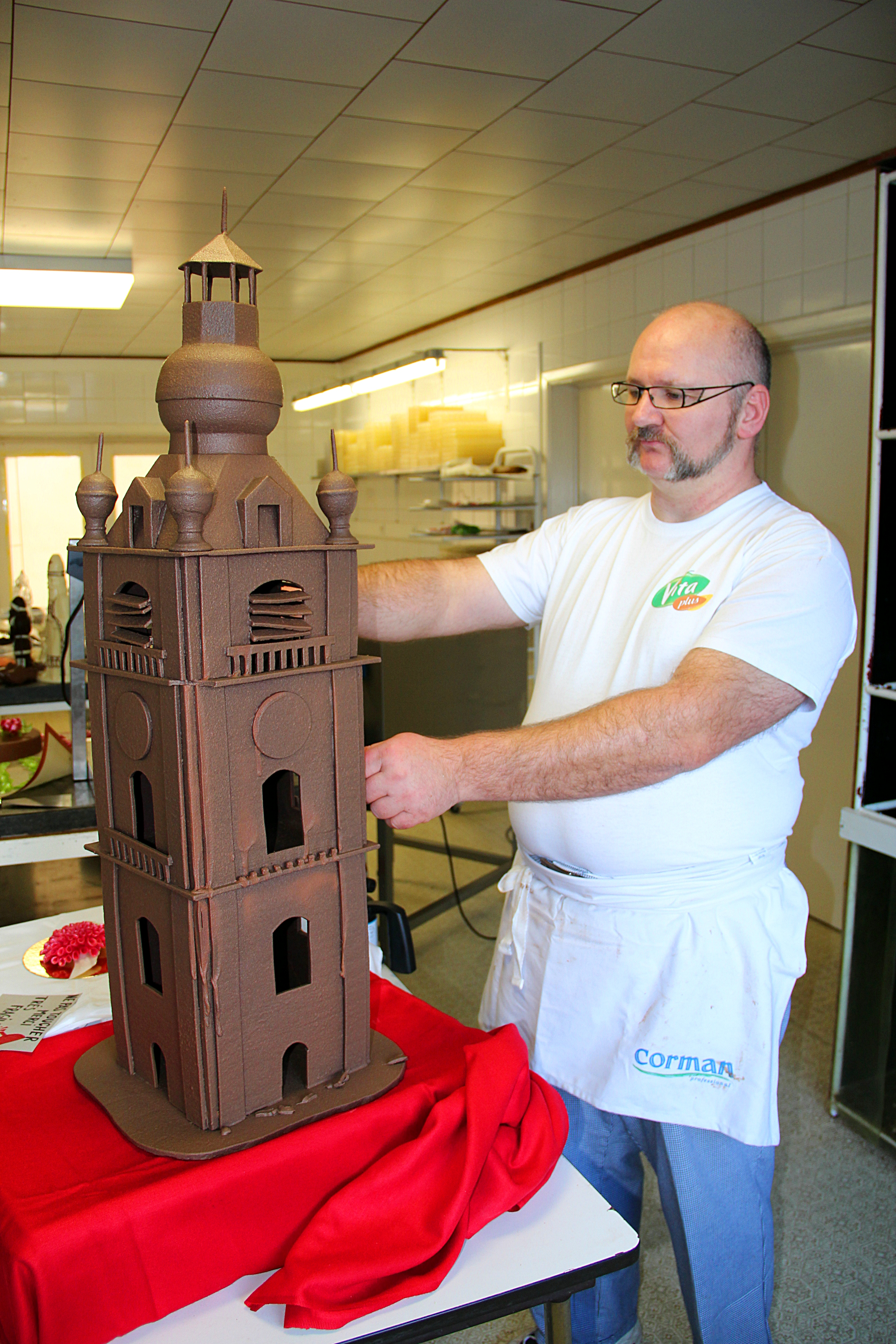
Een chocolatier bouwt een toren van chocolade.

Een chocolatier (Nederlands: chocolademaker) is een persoon die of bedrijf dat zoetwaren maakt op basis van chocolade.

## Opleiding
Beginnende chocolatiers krijgen, met name in Europa, een opleiding door middel van een stage bij een andere chocolatier. Ook starten veel chocolatiers als banketbakker of ze volgen een culinaire opleiding gericht op het werken met chocolade. Om een meester-chocolatier te worden moet men de kunst van het werken met chocolade perfectioneren om zowel desserts als kunstwerken van chocolade te kunnen maken. Chocolatiers moeten de fysieke en chemische aspecten van chocolade en andere confectie onder de knie hebben, en daarnaast in staat zijn om sculpturen te maken. Het ontwikkelen van de technische aspecten van ontwerp en smaak vergt soms jarenlange oefening.
De studieprogramma's bij culinaire instellingen die zich richten op het werken met chocolade kunnen onder meer gaan over:
- geschiedenis van de chocolade
- moderne technieken van teelt en verwerking
- chemie van de smaken en texturen van chocolade
- chocolade temperen, dompelen, decoreren en gieten
- suikergoedformules op basis van ganache en fondant
- bedrijfsmanagement, waaronder productie en marketing

## Wedstrijden
Wanneer een chocolatier de kunst van de chocolade beheerst, kan deze worden beschouwd als meester-chocolatier. De beste leerlingen doen mee met The World Chocolate Masters, een wedstrijd in chocolade maken die sinds 2005 jaarlijks wordt gehouden.
De International Chocolate Awards is sedert 2012 een onafhankelijke wedstrijd met als doel uitmuntendheid van  chocoladeproductie te erkennen.
Restaurantgids GaultMillau bekroont jaarlijks de beste chocolatiers.

## Technieken
- Temperen van chocolade is een techniek van verwarmen en koelen om zo de gewenste eigenschappen te krijgen.
- Vormen, een ontwerptechniek die wordt gebruikt bij het maken van chocoladestukjes met een bepaalde vorm door vloeibare chocolade te nemen en deze in een vorm te gieten en laten uitharden.
- Kunstwerken maken van chocolade met behulp van mallen, stukjes chocolade en decoratie.

## Verwante begrippen
- Een bedrijf waar chocolade wordt geproduceerd wordt ook wel chocolaterie genoemd. Zowel dit woord als chocolatier kunnen daarnaast naar een chocoladewinkel verwijzen. Beide termen zijn aan het Frans ontleend.